# Draconarius hui
Draconarius hui là một loài nhện trong họ Amaurobiidae.
Loài này thuộc chi Draconarius. Draconarius hui được Pakawin Dankittipakul & Jia-Fu Wang miêu tả năm 2003.